# Schott Music

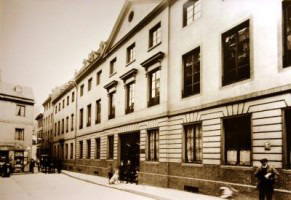
casa Weihergarten

Schott Music è una casa editrice tedesca di musica classica, con sede a Magonza. L'azienda fu fondata da Bernhard Schott (1748 - 1809) nel 1770. È una delle più grandi case editrici musicali in Europa, e la seconda più antica casa editrice musicale. Dal 1953 pubblica la rivista musicale Das Orchester, distribuita in oltre 45 paesi nel mondo.